# San Esteban Zoapiltepec
San Esteban Zoapiltepec är en ort i Mexiko.   Den ligger i kommunen Atlixco och delstaten Puebla, i den sydöstra delen av landet, 100 km sydost om huvudstaden Mexico City. San Esteban Zoapiltepec ligger 1 689 meter över havet och antalet invånare är 477.
Terrängen runt San Esteban Zoapiltepec är kuperad. Runt San Esteban Zoapiltepec är det ganska tätbefolkat, med 65 invånare per kvadratkilometer. Närmaste större samhälle är Atlixco, 12,2 km nordväst om San Esteban Zoapiltepec. I omgivningarna runt San Esteban Zoapiltepec växer huvudsakligen savannskog.